# Тим Мајот
Тим Мајот (енгл. Tim Mayotte; рођен 3. августа 1960) је бивши амерички тенисер.
Освојио је сребрну олимпијску медаљу и био финалиста Олимпијских игара 1988. године у Сеулу, поражен је од Милослава Мечиржа из Чехословачке. Освојио је укупно дванаест АТП титула у појединачној конкуренцији. Најбољи пласман на АТП листи је остварио 1988. године када је био седми тенисер света.

### Финала на Олимпијским играма

#### Појединачно: 1 (1 сребро)
| Исход  | Година | Турнир                       | Подлога | Противник       | Резултат           |
| ------ | ------ | ---------------------------- | ------- | --------------- | ------------------ |
| Сребро | 1988.  | Летње олимпијске игре (Сеул) | Бетон   | Милослав Мечирж | 6:3, 2:6, 4:6, 2:6 |